# Dulaglutid
Dulaglutid (Handelsname Trulicity) ist ein Arzneistoff aus der Gruppe der Inkretinmimetika. Es wird zur Behandlung des Typ-2-Diabetes eingesetzt, um den Blutzucker zu regulieren und dadurch Krankheitsfolgen wie Organschäden zu verhindern. Dulaglutid wird meist zusammen mit weiteren Antidiabetika eingesetzt. Es wird einmal wöchentlich mittels Injektion in die Unterhaut (subkutan) verabreicht. Als Agonist des GLP-1-Rezeptors wirkt es durch den Inkretin-Effekt gegen einen zu hohen Blutzucker. In der EU ist Dulaglutid seit 2014 zur Behandlung zugelassen. Inhaber der Zulassung ist die Firma Lilly.

## Klinische Angaben

### Anwendungsgebiete
Dulaglutid ist in der EU und der Schweiz mit Stand Juni 2022 angezeigt zur Behandlung von Erwachsenen mit unzureichend kontrolliertem Typ-2-Diabetes mellitus ergänzend zu Diät und Bewegung:
- als Monotherapie bei Unverträglichkeit oder Kontraindikationen von Metformin, oder
- zusätzlich zu anderen Antidiabetika

Die Zulassung von Dulaglutid in der EU erfolgte im Jahr 2014 auf Grundlage von fünf klinischen Studien zum Vergleich von Dulaglutid, teils zusammen mit anderen Antidiabetika, gegenüber Placebo, Metformin, Sitagliptin, Exenatid oder Insulin glargin. In den Studien führte die Behandlung mit Dulaglutid und ggf. weiteren Medikamenten zu einer signifikant stärkeren Senkung des Langzeit-Blutzuckers (HbA1c-Wert) als die Vergleichsbehandlungen. Überwiegend erreichten auch signifikant mehr Patienten die HbA1c-Zielwerte von < 7,0 % und ≤ 6,5 %.
Im Rahmen des deutschen Disease-Management-Programms des Typ-2-Diabetes sollen Patienten mit einer klinisch relevanten Nephropathie frühzeitig eine Kombinationstherapie mit Metformin und entweder einem SGLT-2-Hemmer oder einem GLP-1-Rezeptoragonisten wie Dulaglutid erhalten, wenn sie nach Abwägung der Wirkungen und Nebenwirkungen dazu bereit sind.
Dulaglutid wird durch die deutsche Nationale Versorgungsleitlinie (NVL) zum Typ-2-Diabetes als einer von mehreren möglichen Wirkstoffen zur Behandlung bestimmter Patienten mit Typ-2-Diabetes empfohlen:
- Bei Patienten einer klinisch relevanten Herz-Kreislauf-Erkrankung soll ein SGLT-2-Hemmer oder ein GLP-1-Rezeptoragonist wie Dulaglutid, jeweils in Kombination mit Metformin, als Mittel der ersten Wahl (Erstlinientherapie) eingesetzt werden.
- Bei Patienten mit hohem Risiko für Krankheitsfolgen wie z. B. eine Niereninsuffizienz soll die Entscheidung über die Behandlung mit einem dieser Wirkstoffe oder mit Metformin patientenindividuell und gemeinsam durch Arzt und Patient getroffen werden.
- Bei Patienten ohne hohes Risiko kommt Dulaglutid als einer von mehreren möglichen Wirkstoffen als Mittel der zweiten Wahl infrage, wenn das individuelle Therapieziel des Patienten nach 3–6 Monaten einer Behandlung mit Metformin nicht erreicht wurde.

Grundlage für die Empfehlung von Dulaglutid als mögliche Behandlungsoption durch die Leitlinie sind die Ergebnisse der klinischen Studie REWIND, in der Dulaglutid mit einem Placebo verglichen wurde. Alle Patienten in dieser Studie hatten einen Typ-2-Diabetes mit erhöhtem Herz-Kreislauf-Risiko und erhielten zusätzlich weitere Antidiabetika. Bei Behandlung mit Dulaglutid traten weniger nicht-tödliche Schlaganfälle auf. Ebenso blieb die Nierenfunktion besser erhalten, dies wurde jedoch nur im Rahmen eines explorativen Endpunktes untersucht. In Bezug auf andere Endpunkte wurden keine klinisch relevanten Unterschiede festgestellt, darunter nicht-tödliche Herzinfarkte, kardiovaskulärer Tod und Gesamtmortalität. Als Nebenwirkung trat unter Dulaglutid geringfügig seltener Unterzucker auf, dafür kam es deutlich häufiger zu Durchfall, Übelkeit oder Erbrechen. Die seltenen, aber schwerwiegenden Ereignisse Pankreatitis, Pankreaskarzinom oder sonstige Krebserkrankung, die möglicherweise im Zusammenhang mit GLP-1-Rezeptoragonisten auftreten, kamen in der Studie unter Dulaglutid nicht häufiger vor als unter Placebo.
Im Rahmen der frühen Nutzenbewertung wurde Dulaglutid bei Patienten in verschiedenen Behandlungssituationen mit jeweils verschiedenen anderen Medikamenten verglichen, wobei meist auch Liraglutid eine mögliche Vergleichstherapie war. Liraglutid und Dulaglutid gehören beide zur Wirkstoffklasse der Inkretinmimetika. Ein Zusatznutzen von Dulaglutid wurde für Patienten festgestellt, bei denen Diät und Bewegung sowie die Behandlung mit Insulin den Blutzucker nicht ausreichend kontrollieren. Für diese Patienten stellt der Gemeinsame Bundesausschusses (G-BA) auf Grundlage der Ergebnisse der Studien AWARD-4 und AWARD-7 einen Anhaltspunkt für einen geringen Zusatznutzen von Dulaglutid im Vergleich zu einer optimierten Insulinbehandlung fest. Grund dafür war, dass bei Behandlung mit Dulaglutid weniger schwere Nebenwirkungen wie gefährlicher Unterzucker auftraten. Allerdings brachen mehr Patienten die Behandlung aufgrund von anderen Nebenwirkungen wie Durchfall, Übelkeit und Erbrechen ab.
Für Patienten in anderen Behandlungssituationen, beispielsweise wenn die Behandlung mit ein oder zwei anderen blutzuckersenkenden Arzneimitteln (außer Insulin) den Blutzucker nicht ausreichend kontrolliert oder wenn Metformin aufgrund einer Unverträglichkeit nicht geeignet ist, wurde kein Zusatznutzen von Dulaglutid festgestellt. Dies lag meist daran, dass ein Vergleich nicht möglich war, da keine bzw. keine geeigneten Daten aus klinischen Studien vorlagen. So wurde in der Studie REWIND Dulaglutid mit einem Placebo verglichen, wobei alle Patienten gleichzeitig eine sogenannte Standardtherapie mit anderen Antidiabetika erhielten. Im Rahmen dieser Standardtherapie wurden jedoch die Wirkstoffe Liraglutid und Empagliflozin kaum eingesetzt, obwohl dies durch medizinische Leitlinien ausdrücklich empfohlen wird. Darüber hinaus zeigten sich in der Studie nur geringfügige Vorteile von Dulaglutid. Daher wurde anhand dieser Studie kein Zusatznutzen von Dulaglutid abgeleitet.

### Art und Dauer der Anwendung
Dulaglutid wird einmal wöchentlich subkutan in Bauch, Oberschenkel oder Oberarm injiziert; es darf nicht intravenös oder intramuskulär verabreicht werden. Die Injektion kann zu jeder beliebigen Tageszeit unabhängig von den Mahlzeiten stattfinden. Sie muss nicht durch einen Arzt erfolgen, sondern die Patienten können sich Dulaglutid selbst injizieren oder von einer Betreuungsperson injizieren lassen.
Wenn das individuelle Therapieziel nach drei bis sechs Monaten nicht erreicht wurde, sollen gemäß NVL die Therapiestrategie und das Therapieziel gemeinsam von Arzt und Patient überprüft werden. Die Therapie kann dann entweder intensiviert werden, oder es kann ein zusätzliches oder anderes Medikament eingesetzt werden.

### Nebenwirkungen
Typische und häufige Nebenwirkungen von Dulaglutid und anderen GLP-1-Rezeptoragonisten betreffen den Verdauungstrakt, meist in Form von Durchfall, Übelkeit und Erbrechen. In den klinischen Studien zu Dulaglutid waren diese Nebenwirkungen vorübergehend und meist leicht bis mäßig. Nach den Ergebnissen einer klinischen Studie zum Vergleich von Dulaglutid in Monotherapie mit Metformin ist die Verträglichkeit der beiden Wirkstoffe vergleichbar. Unterzucker und Übelkeit traten in dieser Studie ähnlich häufig auf, Durchfall seltener und Erbrechen etwas häufiger.
Bei mit Dulaglutid behandelten Patienten wurde, vor allem zu Beginn der Therapie, über Dehydrierung berichtet, die manchmal zu akutem Nierenversagen oder einer Verschlechterung der Nierenfunktion führte. Dies trat besonders bei  solchen Patienten auf, die zuvor Übelkeit, Erbrechen, Durchfall oder eine Dehydrierung zeigten. Die Patienten sollten daher gemäß Zulassung auf das mögliche Risiko einer Dehydrierung und auf Maßnahmen zum Vermeiden eines Flüssigkeitsmangels hingewiesen werden.
Es wurde eine Verbindung von GLP-1-Rezeptoragonisten wie Dulaglutid mit dem Risiko einer akuten Pankreatitis festgestellt. In klinischen Studien wurde das Auftreten einer akuten Pankreatitis in Verbindung mit Dulaglutid berichtet. Ein ursächlicher Zusammenhang ist nicht erwiesen. Eine akute Pankreatitis trat in den klinischen Studien zu Dulaglutid nicht häufiger auf als unter Placebo. Dennoch sollen gemäß Zulassung die Patienten über die typischen Symptome einer akuten Pankreatitis informiert werden.
Die Europäische Arzneimittel-Agentur (EMA) hat 2013 eine Untersuchung zur Bewertung der Sicherheit von GLP-1-Rezeptoragonisten in Auftrag gegeben. Anhand der Ergebnisse dieser Untersuchung wurde kein Hinweis auf ein erhöhtes Risiko für Pankreaskarzinome festgestellt, allerdings war die Ereigniszahl für eine abschließende Bewertung zu gering.
GLP-1-Rezeptoragonisten wie Dulaglutid können zu Gewichtsreduktion führen, was je nach Gewicht des jeweiligen Patienten eine erwünschte oder eine unerwünschte Nebenwirkung sein kann.

### Gegenanzeigen
Dulaglutid darf nicht bei Patienten mit Typ-1-Diabetes mellitus oder zur Behandlung einer diabetischen Ketoazidose angewendet werden.

### Wechselwirkungen mit anderen Medikamenten
Dulaglutid verzögert die Magenentleerung und könnte daher potentiell die Absorption oraler Begleitmedikation verzögern. In klinischen Studien wurde allerdings kein relevanter dementsprechender Effekt festgestellt.
Wenn Dulaglutid zusammen mit dem DPP4-Hemmer Sitagliptin eingenommen wird, erhöht sich die Bioverfügbarkeit von Dulaglutid, was dessen Wirkung auf den Blutzuckerspiegel steigern kann.
Patienten, die Dulaglutid in Kombination mit einem Sulfonylharnstoff oder einem Insulin erhalten, können ein erhöhtes Risiko für Unterzucker haben. Dieses Risiko kann durch eine Dosisreduktion des Sulfonylharnstoffs oder des Insulins verringert werden.
Bei Gabe von Dulaglutid zusammen mit Metformin, Atorvastatin, Digoxin, Lisinopril, Metoprolol, Paracetamol, Warfarin oder oralen Verhütungsmitteln änderte sich deren maximaler Plasmaspiegel (Cmax), jedoch nicht in einem klinisch relevanten Maße.

### Anwendung während Schwangerschaft und Stillzeit
Während der Schwangerschaft wird die Anwendung von Dulaglutid gemäß Zulassung nicht empfohlen, da tierexperimentelle
Studien eine Reproduktionstoxizität gezeigt haben.
Während der Stillzeit soll Dulaglutid gemäß Zulassung nicht angewendet werden.
Auswirkungen von Dulaglutid auf die Fruchtbarkeit sind nicht bekannt. In Tierversuchen mit Ratten wurde keine direkte Wirkung auf die Fruchtbarkeit beobachtet.

### Besondere Patientengruppen
Bei Patienten mit Typ-1-Diabetes mellitus darf Dulaglutid nicht angewendet werden.
Bei Patienten mit schweren gastrointestinalen Erkrankungen wurde Dulaglutid nicht untersucht und wird daher bei diesen Patienten gemäß Zulassung nicht empfohlen.
Bei Patienten mit einer terminalen Niereninsuffizienz wird die Anwendung gemäß Zulassung nicht empfohlen, da es mit solchen Patienten nur sehr begrenzte Erfahrungen gibt.

## Pharmakologische Eigenschaften

### Aufbau und Struktur
Dulaglutid ist ein rekombinantes Fusionsprotein, das in CHO-Zellen produziert wird. Es besteht aus zwei modifizierten humanen GLP-1-Peptiden, die jeweils durch eine C-terminale Peptidbrücke (Linker) mit dem Fc-Abschnitt eines modifizierten humanen IgG4-Antikörpers verbunden sind. Die Modifikation der GLP-1-Peptide besteht in drei Aminosäureaustauschen (A8G, G22E und R36G), welche die Spaltung der Peptide durch die Dipeptidylpeptidase 4 (DPP-4) verhindern.
Dies verlängert die Halbwertzeit von Dulaglutid deutlich gegenüber körpereigenem GLP-1, das eine Halbwertzeit von 1,5–2 Minuten hat, auf etwa 4,7 Tage. Die Modifikation des Fc-Abschnitts soll eine Fc-Rezeptor-bedingte Immunantwort verhindern und dadurch das immunogene Potential von Dulaglutid senken. Die Bindung der GLP-1-Peptide an den Fc-Abschnitt verlangsamt zudem deren Ausscheidung durch die Niere.

### Wirkungsmechanismus
GLP-1-Rezeptoragonisten wie Dulaglutid ahmen die Wirkung des körpereigenen Hormons GLP-1 (Glucagon-like Peptide 1) nach, welches durch den Inkretin-Effekt die glukoseabhängige Freisetzung von Insulin aus den Betazellen der Bauchspeicheldrüse (Pankreas) stimuliert und die Glucagon-Ausschüttung unterdrückt. GLP-1 bewirkt darüber hinaus eine Verzögerung der Magenentleerung und eine Appetithemmung, was zur Gewichtsabnahme beiträgt. Als Appetithemmer ist Dulaglutid jedoch gegenwärtig nicht zugelassen.

### Aufnahme und Verteilung im Körper
Die Eliminationshalbwertszeit beträgt 4,7 Tage. Der maximale Plasmaspiegel (Cmax) wird nach etwa 48 Stunden erreicht.